# Gare de Harran
La gare de Harran  est une gare ferroviaire norvégienne de la ligne du Nordland de la commune de Grong dans le comté et région de Trøndelag.

## Situation ferroviaire
Etablie à 100 mètres d'altitude, la gare se situe à 235,79 km de Trondheim.

## Histoire
La gare a été mise en service en 1940 lorsque la ligne fut achevée jusqu'à Mosjøen. Depuis 1989, la gare est inhabitée. 

## Service des voyageurs

### Accueil
Il y a un parking d'une vingtaine de places. Il n'y a pas de salle d'attente mais une aubette sur le quai. 
La gare n'a ni guichet ni automate. 

### Desserte
La gare est desservie par la ligne reliant Trondheim à Bodø. 

## Ligne du Nordland
| Origine   | Arrêt précédent | Train | Train         | Train | Arrêt suivant | Destination |
| --------- | --------------- | ----- | ------------- | ----- | ------------- | ----------- |
| Trondheim | Grong           |       | [Non indiqué] |       | Lassemoen     | Bodø        |